# 안승민
안승민(安承民, 1991년 6월 21일 ~ )은 전 KBO 리그 한화 이글스의 투수이다.

## 아마추어 시절
공주고등학교 1학년 때부터 좋은 체격으로 프로 팀 스카우트들의 많은 관심을 받았다. 고등학교 3학년 시절 공주고등학교의 에이스로 활약했으나 전력이 약해 전국 대회에서는 좋은 성적을 거두지 못했다. 문성현, 박화랑 등과 함께 제 8회 아시아 청소년 야구선수권대회에 국가대표로 선발되었다.
제39회 봉황대기 전국고교야구대회에서 2경기 연속 무사사구 완봉승을 거두면서 공주고등학교를 8강으로 이끌었다.

## 한화 이글스시절

### 2010년 시즌
신인 드래프트 3라운드(전체 20번) 지명을 받아 입단하였다. 2010년 4월 9일 롯데 자이언츠전에서 데뷔 첫 경기를 치렀고, 경기에서 1.1이닝 3실점을 기록하였다. 2010년 4월 13일 SK 와이번스전에서 0.2이닝 무실점을 기록했고, 경기 후반에 팀이 역전하여 자신의 프로 데뷔 첫 승을 기록하였다. 2010년 8월 17일 롯데 자이언츠전에서 선발 투수로 등판해 6이닝 2실점, 6탈삼진으로 자신의 프로 데뷔 첫 선발 승을 기록했고 롯데 자이언츠전에서 2승을 기록하여 '롯데 킬러'라는 별명이 붙었다.

### 2011년 시즌
류현진이 난조를 보이고, 기대했던 데폴라가 부진하여 선발에서 탈락하고 방출당하는 등 선발진에 구멍이 나 안정적인 피칭을 지속하여 선발로 정착하여 활약했다.

### 2012년 시즌
시즌 초 선발진에 있던 김혁민이 불펜으로 이동하고 그를 선발로 기용했지만 계속 부진해 결국 불펜으로 전향했다. 마무리 바티스타와 역할을 맞바꾸어 바티스타가 선발진에 들어가고 그가 마무리로 등판했다. 불펜이 전체적으로 부진한 상황에서 마무리 역할도 수행해 세이브도 종종 기록했다. 선발로는 4패, 17점대 평균자책점을 기록하였으나 불펜으로 보직을 바꾸며 3승 3패, 16세이브, 5홀드를 기록했다. 시즌 기록은 72이닝동안 4점대 평균자책점, 16세이브, 5홀드이다.

### 2013년 시즌
시즌 초반 마무리로 기용되었지만, 2013년 4월 30일 롯데 자이언츠전에서 선발로 다시 보직을 변경하며 594일만에 선발 승을 거뒀다. 그러나 어깨 부상으로 중도에 시즌을 마감했으며, 이듬해 4월 공익근무요원 입소를 결정했다.

## 에피소드
다른 또래 선수들보다 나이들어보이는 외모로 인해 1908년 시카고 컵스의 제 1선발로 우승을 견인한 레전드라고 불린다.

## 별명
나이에 비해 성숙해 보이는 외모 때문에 프로에 입단한 후 '안승민옹', '안부장', '안과장' 등으로 불린다.

## 논란
- 불법도박사건-
그가 공익근무요원으로 복무하던 지난 2015년 3월~5월에 인터넷에 접속해 불법 스포츠 도박에 450만원을 베팅한 혐의로 불구속 기소됐다. 재판 결과 그에게 400만원의 벌금형을 선고했다.

-전세사기사건-
2023년 7월 31일 안승민을 포함한 건축주, 공인중개사 등 10명 일당이 사기 및 사기 방조, 공인중개사법 위반 혐의로 검찰에 불구속 송치됐다. 이들 일당은 피해자 50명을 상대로 임대차계약서에서 선순위 보증금액을 10억 원에서 3억 원으로 축소시키는 등 임차인을 속여 전세 계약을 맺은 혐의를 받고 있다. 피해액만 무려 100억 원 규모에 달하는 것으로 알려졌다.
(출처 mk스포츠)

현재 안승민은 피고인 신분으로 재판 중에 있다.

## 연봉
- 2010년 2,400만원
- 2011년 3,600만원
- 2012년 6,600만원
- 2013년 1억 600만원[6]

## 출신 학교
- 공주중동초등학교
- 공주중학교
- 공주고등학교

## 통산 기록
| 연도 | 팀명  | 평균자책점 | 경기 | 완투 | 완봉 | 승 | 패 | 세 | 홀 | 승률  | 타자 | 이닝  | 피안타 | 피홈런 | 볼넷 | 사구 | 탈삼진 | 실점 | 자책점 |
| ---- | ----- | ---------- | ---- | ---- | ---- | -- | -- | -- | -- | ----- | ---- | ----- | ------ | ------ | ---- | ---- | ------ | ---- | ------ |
| 2010 | 한화  | 5.43       | 25   | 0    | 0    | 4  | 4  | 0  | 0  | 0.500 | 280  | 63    | 80     | 10     | 15   | 2    | 28     | 43   | 38     |
| 2011 | 한화  | 5.89       | 29   | 0    | 0    | 7  | 9  | 0  | 0  | 0.438 | 618  | 139   | 177    | 22     | 30   | 8    | 90     | 101  | 91     |
| 2012 | 한화  | 4.75       | 62   | 0    | 0    | 3  | 7  | 16 | 5  | 0.300 | 305  | 72    | 69     | 6      | 21   | 5    | 53     | 41   | 38     |
| 2013 | 한화  | 7.49       | 18   | 0    | 0    | 3  | 4  | 0  | 2  | 0.429 | 161  | 33.2  | 51     | 5      | 9    | 1    | 12     | 31   | 28     |
| 통산 | 4시즌 | 5.70       | 134  | 0    | 0    | 17 | 24 | 16 | 7  | 0.415 | 1364 | 307.2 | 377    | 43     | 75   | 16   | 183    | 216  | 195    |